# Gandarum
Gandarum is een bestuurslaag in het regentschap Pekalongan van de provincie Midden-Java, Indonesië. Gandarum telt 4957 inwoners (volkstelling 2010).